# Dasyvesica
Dasyvesica is een geslacht van vlinders van de familie snuitmotten (Pyralidae), uit de onderfamilie Epipaschiinae.

## Soorten
- D. crinitalis Schaus, 1922
- D. lophotalis Hampson, 1906
- D. nepomuca Schaus, 1925
- D. rebeli Hedemann, 1896